# David Blanchflower
David Graham Blanchflower (2 marzo 1952) è un economista britannico, professore presso il Dartmouth College e l'Istituto per l'Economia Internazionale Peterson.
È inoltre ricercatore presso l'Institut zur Zukunft der Arbeit e il centro studi economici dell'Università Ludwig Maximilian. Dal giugno 2006 al giugno 2009 è stato membro del Monetary Policy Committee della Bank of England.